# Olszyny (Ermland-Mazurië)
Olszyny (Duits: Olschienen; 1938-1945: Ebendorf (Ostpr.)) is een plaats in Polen. Het ligt in het Woiwodschap Ermland-Mazurië en in het Powiat Szczycieński. Olszyny ligt 6 kilometer ten oosten van Szczytno en 48 kilometer ten zuidoosten van Olsztyn.
Voor 1945 was deze plaats gelegen in Oost-Pruisen, Duitsland.

## Verkeer en vervoer
- Station Olszyny